# Alpes Maritimae

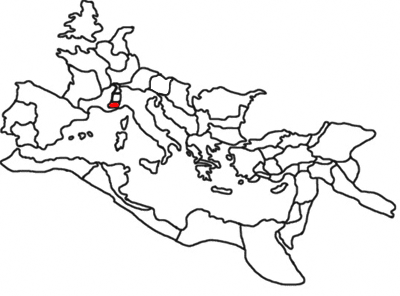
A Római Birodalom Kr. e. 120 körül, pirossal jelölve Alpes Maritimae provincia

Alpes Maritimae római provincia volt, egyike a három kis tartománynak, amelyeket az Alpok hegységben hoztak létre a mai Franciaország és Olaszország között. I. e. 14-ben Octavianus alapította, székhelye Cemenelum volt (ma Cimiez a francia Nizza városban).

## Települései
| Római név | Mai ország és név       | Leírás                |
| --------- | ----------------------- | --------------------- |
| Cemenelum | Cimiez városrész, Nizza | a provincia székhelye |
| Vintium   | Vence                   |                       |
| Sanitium  | Senez                   |                       |